# Glossogobius
Glossogobius – rodzaj ryb z rodziny babkowatych.

## Klasyfikacja
Gatunki zaliczane do tego rodzaju:
| - Glossogobius ankaranensis - Glossogobius aureus - Glossogobius bellendenensis - Glossogobius bicirrhosus - Glossogobius brunnoides - Glossogobius bulmeri - Glossogobius callidus - Glossogobius celebius - Glossogobius circumspectus - Glossogobius clitellus - Glossogobius coatesi - Glossogobius concavifrons - Glossogobius flavipinnis - Glossogobius giuris | - Glossogobius hoesei - Glossogobius illimis - Glossogobius intermedius - Glossogobius kokius - Glossogobius koragensis - Glossogobius matanensis - Glossogobius minutus - Glossogobius munroi - Glossogobius muscorum - Glossogobius obscuripinnis - Glossogobius olivaceus - Glossogobius robertsi - Glossogobius sparsipapillus - Glossogobius torrentis |